# ハジチ
ハジチ（ボスニア語:Hadžići、クロアチア語:Hadžići、セルビア語:Хаџићи）は、ボスニア・ヘルツェゴビナの基礎自治体。ボスニア・ヘルツェゴビナを構成する2つの構成体のうちボスニア・ヘルツェゴビナ連邦に属し、サラエヴォ県に含まれる。

## 人口動態

### 1971年
合計: 18.508人
- ムスリム人 - 11.150 (60,24%)
- セルビア人 - 6.055 (32,71%)
- クロアチア人 - 964 (5,20%)
- ユーゴスラビア人 - 116 (0,62%)
- その他 - 223 (1,23%)

### 1991年
合計: 24,200人
- ムスリム人 15.399 (63,63%)
- セルビア人 - 6,362 (26,28%)
- クロアチア人 - 746 (3,08%)
- ユーゴスラビア人 - 841 (3,47%)
- その他 - 859 (3,54%)

ボスニア・ヘルツェゴビナ紛争後の2005年、人口の96%はボシュニャク人（ムスリム人）であった。